# 葉昇
葉升（？—1392年），安徽合肥人，明初军事将领，靖寧侯。

## 生平
当初为庐州守将左君弼副将，后归顺朱元璋。并以右翼元帥身份攻取江州、明州，升任府軍衛指揮使。洪武三年，为大都督府事。次年跟从汤和进攻四川。此后担任指揮使，鎮守西安，平定叛乱。此后任大都督府事。后与王弼平定西番，招降乞失迦，后征讨延安伯顏帖木兒。后封为靖寧侯，镇守辽东，六年秋毫无犯，并揭发高丽行贿，朱元璋屡次表彰其与唐勝宗。
洪武二十年，与陳桓统领部队镇守云南。后跟从沐英平定叛乱，此后与胡海讨伐湖广叛乱，活捉夏德忠。之后屯兵襄阳，再次与胡海讨伐赣州叛乱。之后在甘肃、河南练兵。洪武二十五年，因为胡惟庸案连坐而被诛杀。此后又因其家与蓝玉联姻，蓝玉被诛后，其再次受到牵连。